# Begonia androturba
Begonia androturba é uma espécie de Begonia. nativa das Filipinas.